# Relatividade geral
Relatividade geral, também conhecida como teoria da relatividade geral, é uma teoria geométrica da gravitação publicada por Albert Einstein em 1915 e a descrição atual da gravitação na física moderna. É um conjunto de hipóteses que generaliza a relatividade especial e a lei da gravitação universal de Newton, fornecendo uma descrição unificada da gravidade como uma propriedade geométrica do espaço e do tempo, ou espaço-tempo. Em particular, a "curvatura do espaço-tempo" está diretamente relacionada à energia e ao momento de qualquer matéria e radiação presente. A relação é especificada pelas equações de campo de Einstein, um sistema de equações diferenciais parciais.
Muitas previsões da relatividade geral diferem significativamente das da física clássica, especialmente no que respeita à passagem do tempo, a geometria do espaço, o movimento dos corpos em queda livre, e a propagação da luz. Exemplos de tais diferenças incluem a dilatação do tempo gravitacional, lente gravitacional, o desvio gravitacional para o vermelho da luz, e o tempo de atraso gravitacional. Previsões da relatividade geral foram confirmadas em todas as observações e experimentos até o presente. Embora a relatividade geral não seja a única teoria relativística da gravidade, é a mais simples das teorias que são consistentes com dados experimentais. No entanto, há questões ainda sem resposta, sendo a mais fundamental delas explicar como a relatividade geral pode ser conciliada com as leis da física quântica para produzir uma teoria completa e auto-consistente da gravitação quântica.
A teoria de Einstein tem importantes implicações astrofísicas. Ela aponta para a existência de buracos negros — regiões no espaço onde o espaço e o tempo são distorcidos de tal forma que nada, nem mesmo a luz, pode escapar — como um estado final para estrelas massivas. Há evidências de que esses buracos negros estelares, bem como outras variedades maciças de buracos negros são responsáveis pela intensa radiação emitida por certos tipos de objetos astronômicos, tais como núcleos ativos de galáxias ou microquasares. O desvio da luz pela gravidade pode levar ao fenômeno de lente gravitacional, onde várias imagens do mesmo objeto astronômico distante são visíveis no céu. A relatividade geral também prevê a existência de ondas gravitacionais, que já foram medidas indiretamente; uma medida direta, no final de 2015, por pesquisadores do projeto LIGO (Observatório de Ondas Gravitacionais por Interferômetro Laser) confirmou as "distorções no espaço e no tempo" causadas por um par de buracos negros com 30 massas solares em processo de fusão. Além disso, a relatividade geral é a base dos atuais modelos cosmológicos de um universo em expansão.
Amplamente reconhecida como uma teoria de grande beleza matemática, a relatividade geral tem sido frequentemente descrita como a mais bela de todas as teorias físicas existentes.

## História
Logo depois de publicar a teoria da relatividade especial em 1905, Einstein começou a pensar sobre como incorporar a gravidade em sua nova estrutura relativista. Em 1907, começando com um simples experimento mental envolvendo um observador em queda livre, embarcou no que seria uma busca de oito anos por uma teoria relativística da gravidade. Após inúmeros desvios e falsos começos, seu trabalho culminou na apresentação à Academia de Ciências da Prússia, em novembro de 1915, do que hoje são conhecidas como as equações de campo de Einstein, que formam o núcleo da teoria geral da relatividade. Essas equações especificam como a geometria do espaço e do tempo é influenciada por qualquer matéria e radiação presentes.

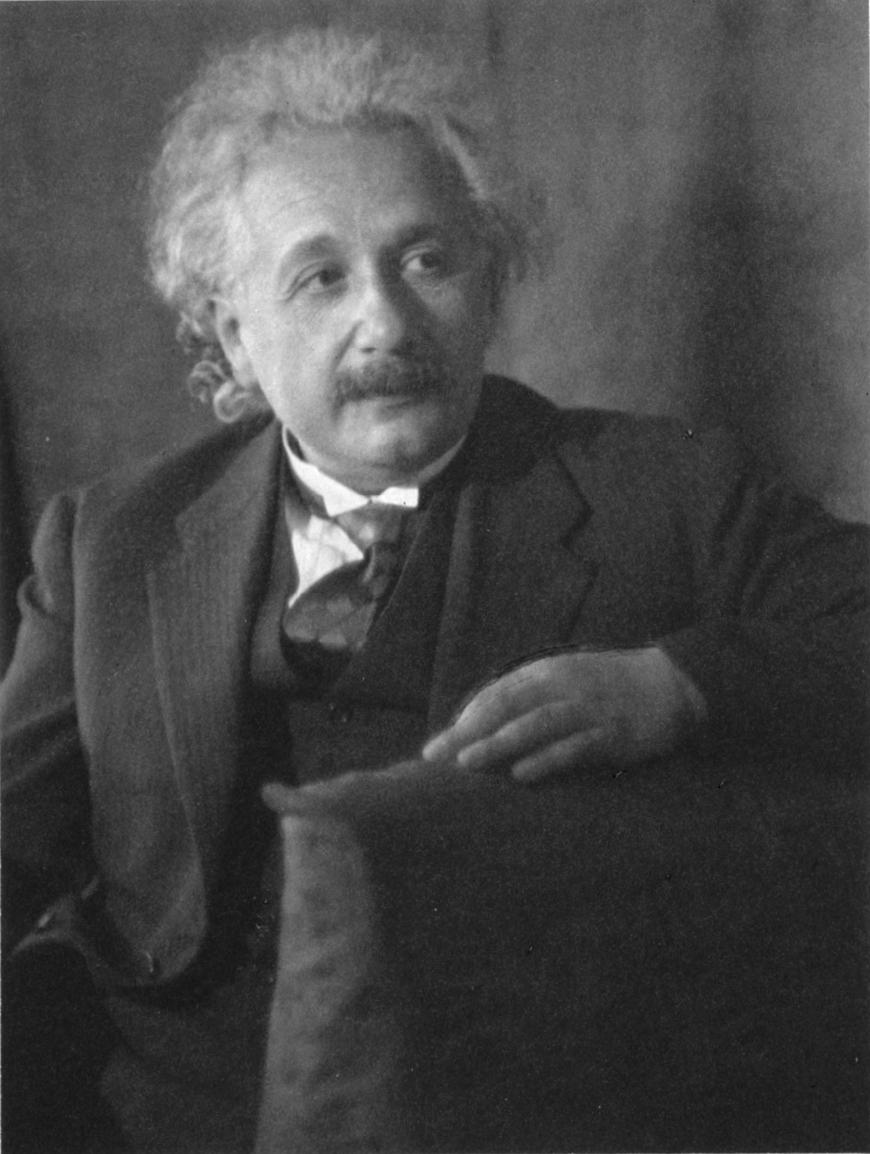
Einstein em 1931

As equações de campo de Einstein são não-lineares e consideradas difíceis de solucionar. Einstein usou métodos de aproximação na elaboração das previsões iniciais da teoria. Mas em 1916, o astrofísico Karl Schwarzschild encontrou a primeira solução não trivial exata para as equações de campo, a métrica de Schwarzschild. Esta solução estabeleceu as bases para a descrição das etapas finais do colapso gravitacional e os objetos conhecidos hoje como buracos negros. No mesmo ano, foram realizados os primeiros passos para a generalização da métrica de Schwarzschild para objetos carregados eletricamente, o que acabou resultando na métrica de Reissner-Nordström, agora associada a buracos negros carregados eletricamente. No ano seguinte, Einstein aplicou sua teoria ao universo como um todo, iniciando o campo da cosmologia relativista. Em consonância com o pensamento contemporâneo, assumiu um universo estático, adicionando um novo parâmetro às suas equações de campo originais — a constante cosmológica — para combinar com essa presunção observacional. Em 1929, no entanto, o trabalho de Edwin Powell Hubble e outros mostrava que o nosso universo está se expandindo. Isto é prontamente descrito pelas soluções cosmológicas em expansão encontradas por Alexander Friedmann em 1922, que não exigem uma constante cosmológica. Georges Lemaître usou essas soluções para formular a versão mais antiga dos modelos do Big Bang, em que nosso universo evoluiu a partir de um estado anterior extremamente quente e denso. Einstein declarou mais tarde a constante cosmológica como o maior erro de sua vida.
Durante esse período, a relatividade geral permaneceu como uma curiosidade entre as teorias físicas. Era claramente superior à gravidade newtoniana, sendo consistente com a relatividade especial e contabilizando vários efeitos inexplicados pela teoria clássica. O próprio Einstein havia mostrado em 1915 como sua teoria explicava a precessão anormal do periélio do planeta Mercúrio sem quaisquer parâmetros arbitrários ("fatores de correção"). Da mesma forma, uma expedição de 1919 liderada por Arthur Stanley Eddington confirmou a previsão da relatividade geral para a deflexão da luz das estrelas pelo Sol durante o eclipse solar total de 29 de maio, tornando Einstein instantaneamente famoso. No entanto, a teoria tornou-se consolidada na física teórica e na astrofísica apenas com os desenvolvimentos por volta de 1960 e 1975, hoje conhecidos como a era dourada da relatividade geral. Físicos começaram a entender o conceito de buraco negro e a identificar quasares como uma das manifestações astrofísicas desses objetos. Testes cada vez mais precisos com o sistema solar confirmaram o poder preditivo teórico, e a cosmologia relativística também se tornou passível de testes de observação direta.

## Da mecânica clássica à relatividade geral
A relatividade geral pode ser entendida examinando suas semelhanças e desvios da física clássica. O primeiro passo é a compreensão de que a mecânica clássica e a lei da gravidade de Newton admitem uma descrição geométrica. A combinação dessa descrição com as leis da relatividade especial resulta em uma derivação heurística da relatividade geral.

### Princípio da Relatividade Geral

De acordo com a relatividade geral, objetos num campo gravitacional comportam-se de maneira semelhante a objetos dentro de um envoltório em aceleração. Por exemplo, um observador verá uma bola cair da mesma forma em um foguete (esquerda) como na Terra (à direita), desde que a aceleração do foguete seja igual a 9,8 m/s^{2} (a aceleração devido à gravidade na superfície da Terra)

Na base da mecânica clássica está a noção de que o movimento de um corpo pode ser descrito como uma combinação de movimento livre (ou inercial) e desvios desse movimento. Tais desvios são causados por forças externas que agem sobre um corpo de acordo com a segunda lei de Newton, que afirma que a força resultante que atua sobre um corpo é igual à massa desse corpo (inercial) multiplicada por sua aceleração. Os movimentos inerciais preferidos estão relacionados à geometria do espaço e do tempo: nos referenciais padrões da mecânica clássica, objetos em movimento livre se movem ao longo de linhas retas em velocidade constante. Na linguagem moderna, seus caminhos são geodésicos, linhas de universo retas no espaço-tempo curvo.
Por outro lado, pode-se esperar que os movimentos inerciais, uma vez identificados observando os movimentos reais dos corpos e fazendo concessões para as forças externas (como eletromagnetismo ou atrito), possam ser usados para definir a geometria do espaço, bem como uma coordenada de tempo. No entanto, existe uma ambiguidade, uma vez que a gravidade entra em jogo. De acordo com a lei da gravidade de Newton, e verificada independentemente por experimentos como o de Eötvös e seus sucessores (veja experimento de Eötvös), há uma universalidade na queda livre (também conhecida como princípio da equivalência fraca, ou a igualdade universal da massa inercial e gravitacional passiva): a trajetória de um corpo de teste em queda livre depende apenas de sua posição e velocidade inicial, mas não de suas propriedades materiais. Uma versão simplificada disso é incorporada na "experiência do elevador" de Einstein, ilustrada na figura à direita: para um observador numa pequena sala fechada, é impossível decidir, mapeando a trajetória de corpos como uma bola solta, se a sala está em repouso em um campo gravitacional ou em espaço livre a bordo de um foguete que está acelerando a um taxa igual à do campo gravitacional.
Dada a universalidade da queda livre, não há distinção observável entre movimento inercial e movimento sob a influência da força gravitacional. Isso sugere a definição de uma nova classe de movimento inercial, a saber, a dos objetos em queda livre sob a influência da gravidade. Essa nova classe de movimentos preferidos também define uma geometria de espaço e tempo; em termos matemáticos, é o movimento geodésico associado a uma conexão específica que depende do gradiente do potencial gravitacional. O espaço, nessa construção, ainda possui a convencional geometria euclidiana. No entanto, o espaço-tempo como um todo é mais complicado. Como pode ser mostrado usando experimentos de pensamento simples seguindo as trajetórias de queda livre de diferentes partículas de teste, o resultado do transporte de vetores de espaço-tempo que podem denotar a velocidade de uma partícula variará com a trajetória da mesma; matematicamente falando, a conexão newtoniana não é integrável. A partir disso, pode-se deduzir que o espaço-tempo é curvo. A teoria de Newton-Cartan resultante é uma formulação geométrica da gravidade newtoniana usando apenas conceitos covariantes, ou seja, uma descrição que é válida em qualquer sistema de coordenadas desejado. Nessa descrição geométrica, os efeitos de maré — a aceleração relativa de corpos em queda livre — estão relacionados à derivada da conexão, mostrando como a geometria modificada é causada pela presença de massa.

### Generalização relativista

Cone de luz

Por mais intrigante que a gravidade geométrica newtoniana possa ser, sua base, a mecânica clássica, é meramente um caso limitante da mecânica relativista (especial). Na linguagem da simetria: onde a gravidade pode ser desprezada, a física é uma invariante de Lorentz como na relatividade especial, e não uma invariante de Galileu como na mecânica clássica. (A definição de simetria da relatividade especial é o grupo de Poincaré, que inclui traduções, rotações e reforços.) As diferenças entre os dois tornam-se significativas quando se trata de velocidades que se aproximam da velocidade da luz e com fenômenos de alta energia.
Com a simetria de Lorentz, estruturas adicionais entram em jogo. Elas são definidas pelo conjunto de cones em luz (ver imagem). Os cones de luz definem uma estrutura causal: para cada evento A, há um conjunto de eventos que podem, em princípio, influenciar ou ser influenciado por A por meio de sinais ou interações que não precisam viajar mais rápido que a luz (como o evento B na imagem) e um conjunto de eventos para os quais tal influência é impossível (como o evento C na imagem). Esses conjuntos são independentes do observador. Em conjunto com a linha do espaço de partículas que caem livremente, os cones de luz podem ser usados para reconstruir a métrica semi-riemanniana do espaço-tempo, pelo menos até um fator escalar positivo. Em termos matemáticos, isso define uma estrutura conformada ou uma geometria conforme.
Relatividade especial é definida na ausência de gravidade, portanto, para aplicações práticas, é um modelo adequado sempre que a gravidade pode ser desprezada. Colocando a gravidade em jogo, e assumindo a universalidade da queda livre, aplica-se um raciocínio análogo como na seção anterior: não há quadros inerciais globais. Em vez disso, existem quadros inerciais aproximados que se movem ao lado de partículas que caem livremente. Traduzido para a linguagem do espaço-tempo: as linhas retas que definem um referencial inercial livre de gravidade são deformadas para linhas curvas em relação umas às outras, sugerindo que a inclusão da gravidade requer uma mudança na geometria do espaço-tempo.
A priori, não está claro se os novos quadros locais em queda livre coincidem com os referenciais nos quais as leis da relatividade especial são válidas — essa teoria é baseada na propagação da luz e, portanto, no eletromagnetismo, que poderia ter um conjunto diferente de quadros preferidos. Mas, usando diferentes suposições sobre os quadros especiais-relativísticos (como ser fixado na terra ou em queda livre), pode-se derivar previsões diferentes para o desvio para o vermelho gravitacional, isto é, a maneira pela qual a frequência de luz se desloca à medida que a luz se propaga através de um campo gravitacional. As medições reais mostram que os quadros de queda livre são aqueles em que a luz se propaga como na relatividade especial. A generalização dessa afirmação, a saber, que as leis da relatividade restrita mantêm uma boa aproximação em referenciais de queda livre (e não rotativos), é conhecida como princípio da equivalência de Einstein, um princípio orientador crucial para generalizar a física relativista especial para incluir a gravidade.
Os mesmos dados experimentais mostram que o tempo medido por relógios num campo gravitacional — tempo próprio, para dar o termo técnico — não segue as regras da relatividade especial. Na linguagem da geometria do espaço-tempo, ela não é medida pela métrica de Minkowski. Como no caso newtoniano, isso sugere uma geometria mais geral. Em escalas pequenas, todos os referenciais que estão em queda livre são equivalentes e aproximadamente minkowskianos. Consequentemente, estamos lidando agora com uma generalização curva do espaço de Minkowski. O tensor métrico que define a geometria — em particular, como os comprimentos e os ângulos são medidos — não é a métrica de Minkowski da relatividade especial, é uma generalização conhecida como métrica semi ou pseudoriemanniana. Além disso, cada métrica riemanniana é naturalmente associada a um tipo particular de conexão, a conexão de Levi-Civita, e esta é, de fato, a conexão que satisfaz o princípio da equivalência e torna o espaço localmente minkowskiano (isto é, em inerciais coordenadas localmente adequadas, a métrica é minkowskiana, e suas primeiras derivadas parciais e os coeficientes de conexão desaparecem).

### Equações de Einstein
Tendo formulado a versão relativista e geométrica dos efeitos da gravidade, a questão da fonte da gravidade permanece. Na gravidade newtoniana, a fonte é massa. Na relatividade especial, a massa acaba por ser parte de uma quantidade mais geral chamada de tensor de energia-momento, que inclui densidades de energia e de momento, bem como tensão: pressão e cisalhamento. Usando o princípio da equivalência, este tensor é prontamente generalizado para o espaço-tempo curvo. Com base na analogia com a gravidade newtoniana geométrica, é natural supor que a equação de campo para a gravidade relaciona esse tensor com o tensor de Ricci, que descreve uma classe particular de efeitos de maré: a mudança de volume para uma pequena nuvem de partículas de teste que estão inicialmente em repouso e depois caem livremente. Na relatividade especial, a conservação de energia-momento corresponde à afirmação de que o tensor de energia-momento é livre de divergência. Essa fórmula também é prontamente generalizada para o espaço-tempo curvo, substituindo as derivadas parciais por suas contrapartes curvadas-múltiplas, derivadas covariantes estudadas na geometria diferencial. Com essa condição adicional — a divergência covariante do tensor energia-momento, e, portanto, de qualquer coisa que esteja do outro lado da equação, é zero — o conjunto mais simples de equações é chamado de equações (de campo) de Einstein:

Equações de campo de Einstein
{\displaystyle G_{\mu \nu }\equiv R_{\mu \nu }-{\textstyle 1 \over 2}R\,g_{\mu \nu }={8\pi G \over c^{4}}T_{\mu \nu }\,}

Do lado esquerdo está o tensor de Einstein, uma combinação específica livre de divergência do tensor de Ricci {\displaystyle R_{\mu \nu }} e da métrica. Onde {\displaystyle G_{\mu \nu }} é simétrico. Em particular,
{\displaystyle R=g^{\mu \nu }R_{\mu \nu }\,}
é a curvatura escalar. O próprio tensor de Ricci está relacionado com o tensor de curvatura de Riemann mais geral
{\displaystyle R_{\mu \nu }={R^{\alpha }}_{\mu \alpha \nu }.\,}
Do lado direito, {\displaystyle T_{\mu \nu }} é o tensor energia-momento. Todos os tensores são escritos em notação de índices abstratos. Combinando a previsão da teoria com resultados observacionais para órbitas planetárias ou, equivalentemente, assegurando que o limite de gravidade fraca e baixa velocidade é a mecânica newtoniana, a constante de proporcionalidade pode ser fixada como κ = 8πG/c4, com G a constante gravitacional e c a velocidade da luz. Quando não há nenhuma matéria presente, de modo que o tensor de energia-momento desaparece, os resultados são as equações de vácuo de Einstein,
{\displaystyle R_{\mu \nu }=0.\,}

### Alternativas à relatividade geral
Existem teorias alternativas à relatividade geral baseadas nas mesmas premissas, que incluem regras e/ou restrições adicionais, levando a diferentes equações de campo. Exemplos são a teoria de Whitehead, a teoria Brans-Dicke, o teleparalelismo, a gravidade de f(R) e a teoria de Einstein-Cartan.

## Definição e aplicações básicas
A derivação descrita na seção anterior contém todas as informações necessárias para definir a relatividade geral, descrever suas principais propriedades e abordar uma questão de importância crucial na física, ou seja, como a teoria pode ser usada para a construção de modelos.

### Definição e propriedades básicas
A relatividade geral é uma teoria métrica da gravitação. Em seu cerne estão as equações de Einstein, que descrevem a relação entre a geometria de uma variedade pseudoriemanniana quadridimensional que representa o espaço-tempo e a energia-momento contida naquele espaço-tempo. Fenômenos que na mecânica clássica são atribuídos à ação da força da gravidade (tais como queda livre, movimento orbital e trajetórias de espaçonaves), correspondem ao movimento inercial dentro de uma geometria curva do espaço-tempo na relatividade geral; não há força gravitacional desviando objetos de seus caminhos naturais e retos. Em vez disso, a gravidade corresponde a mudanças nas propriedades do espaço e do tempo, que por sua vez alteram os caminhos mais retos possíveis que os objetos seguirão naturalmente. A curvatura é, por sua vez, causada pela energia-momento da matéria. Parafraseando o físico relativista norte-americano John Archibald Wheeler, o espaço-tempo diz à matéria como se mover; a matéria diz ao espaço-tempo como se curvar.
Enquanto a relatividade geral substitui o potencial gravitacional escalar da física clássica por um tensor de grau-dois simétrico, o último reduz-se ao primeiro em certos casos limitantes. Para campos gravitacionais fracos e velocidade lenta em relação à velocidade da luz, as previsões da teoria convergem naquelas da lei de gravitação universal de Newton.
Como é construída usando tensores, a relatividade geral exibe uma covariância geral: suas leis — e outras leis formuladas dentro do quadro geral relativista — assumem a mesma forma em todos os sistemas de coordenadas. Além disso, a teoria não contém quaisquer estruturas de fundo geométricas invariantes, ou seja, é independência-fundo. Assim, satisfaz um princípio geral mais rigoroso da relatividade, ou seja, que as leis da física são as mesmas para todos os observadores. Localmente, como expresso no princípio da equivalência, o espaço-tempo é minkowskiano, e as leis da física exibem a invariância local de Lorentz.

### Construção de modelos
O conceito central da construção de modelos gerais relativísticos é o de uma solução das equações de Einstein. Dadas as equações de Einstein e os cálculos adequados para as propriedades da matéria, tal solução consiste em uma variedade semi-riemanniana específica (geralmente definida dando-se a métrica em coordenadas específicas), e campos de matéria específica definidos nessa variedade. A matéria e a geometria devem satisfazer as equações de Einstein, portanto, em particular, o tensor de energia-momento da matéria deve ser livre de divergências. A matéria deve, é claro, também satisfazer as equações adicionais que foram impostas às suas propriedades. Em suma, tal solução é um modelo do universo que satisfaz as leis da relatividade geral e, possivelmente, leis adicionais que governam qualquer assunto que possa estar presente.
As equações de Einstein são equações diferenciais parciais não-lineares e, como tal, difíceis de serem resolvidas com exatidão. No entanto, várias soluções exatas são conhecidas, embora apenas algumas tenham aplicações físicas diretas. As soluções exatas mais conhecidas, e também as mais interessantes do ponto de vista da física, são a solução de Schwarzschild, a solução de Reissner-Nordström e a métrica de Kerr, cada uma correspondendo a um certo tipo de buraco negro em um universo vazio, e os universos Friedmann-Lemaître-Robertson-Walker e de Sitter, cada um descrevendo um cosmos em expansão. Soluções exatas de grande interesse teórico incluem o universo de Gödel (que abre a intrigante possibilidade da viagem no tempo em espaços-tempos curvos), a solução de Taub–NUT (um modelo de universo que é homogêneo, mas anisotrópico) e o anti-espaço de Sitter (que recentemente ganhou destaque no contexto do que é chamado de conjectura Maldacena).
Dada a dificuldade de encontrar soluções exatas, as equações de campo de Einstein também são resolvidas frequentemente por integração numérica num computador, ou considerando pequenas perturbações de soluções exatas. No campo da relatividade numérica, computadores poderosos são empregados para simular a geometria do espaço-tempo e resolver as equações de Einstein para situações interessantes, como dois buracos negros em colisão. Em princípio, esses métodos podem ser aplicados a qualquer sistema, com recursos computacionais suficientes, e podem tratar de questões fundamentais, como singularidades nuas. Soluções aproximadas também podem ser encontradas por teorias de perturbação, como a gravidade linearizada e sua generalização, a expansão pós-newtoniana, ambas desenvolvidas pelo cientista alemão. A última fornece uma abordagem sistemática para resolver a geometria de um espaço-tempo que contém uma distribuição de matéria que se move lentamente em comparação com a velocidade da luz. A expansão envolve uma série de termos; os primeiros termos representam a gravidade newtoniana, enquanto os termos posteriores representam correções cada vez menores à teoria de Newton, devido à relatividade geral. Uma extensão dessa expansão é o formalismo parametrizado pós-newtoniano (PPN), que permite comparações quantitativas entre as previsões da relatividade geral e as teorias alternativas.

## Consequências da teoria de Einstein
A relatividade geral tem várias consequências físicas. Algumas seguem diretamente dos axiomas da teoria, enquanto outras se tornaram claras apenas no curso de muitos anos de pesquisa que se seguiram à publicação inicial de Einstein.

### Dilatação do tempo gravitacional e mudança de frequência

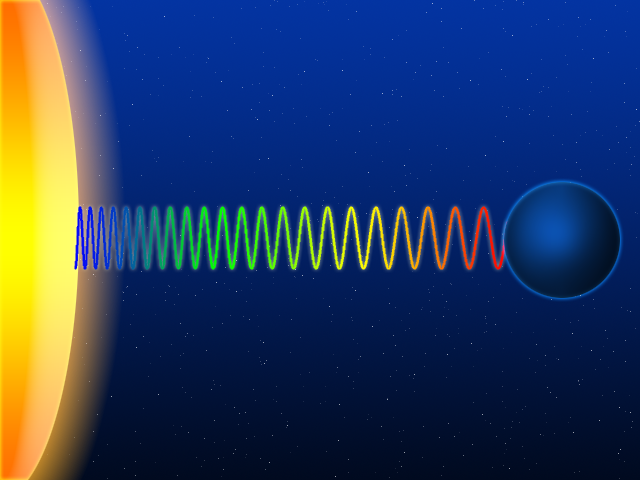
Representação esquemática do desvio para o vermelho gravitacional de uma onda de luz escapando da superfície de um corpo massivo

Assumindo que o princípio da equivalência se mantenha, a gravidade influencia a passagem do tempo. A luz enviada para o poço da gravidade é desviado para o azul, enquanto a luz enviada na direção oposta (ou seja, saindo do poço gravitacional) é desviada para o vermelho; coletivamente, esses dois efeitos são conhecidos como desvio de frequência gravitacional. De maneira mais geral, os processos próximos a um corpo massivo são mais lentos quando comparados aos processos que estão ocorrendo mais longe; este efeito é conhecido como dilatação do tempo gravitacional.
O desvio para o vermelho gravitacional foi medido em laboratório e usando observações astronômicas. A dilatação do tempo gravitacional no campo gravitacional da Terra foi medida inúmeras vezes usando relógios atômicos, enquanto a validação contínua é fornecida como um efeito colateral da operação do Sistema de Posicionamento Global (GPS). Testes em campos gravitacionais mais fortes são fornecidos pela observação de pulsares binários. Todos os resultados estão de acordo com a relatividade geral. No entanto, no nível atual de precisão, essas observações não podem distinguir entre a relatividade geral e outras teorias em que o princípio de equivalência é válido.

### Deflexão de luz e atraso de tempo gravitacional

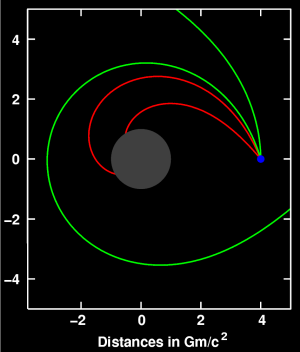
Deflexão da luz (enviada do local mostrado em azul) perto de um corpo compacto (mostrado em cinza)

A relatividade geral prevê que o caminho da luz siga a curvatura do espaço-tempo ao passar perto de uma estrela. Este efeito foi inicialmente confirmado observando a luz das estrelas ou quasares distantes sendo desviados quando passa o Sol.
Essa e outras previsões relacionadas derivam do fato de que a luz segue o que é chamado de geodésica nula ou leve — uma generalização das linhas retas ao longo das quais a luz viaja na física clássica. Tais geodésicas são a generalização da invariância da velocidade da luz na relatividade especial. À medida que se examina os modelos de espaço-tempo adequados (seja a solução Schwarzschild externa ou, para mais de uma massa única, a expansão pós-newtoniana), surgem vários efeitos da gravidade sobre a propagação da luz. Embora a curvatura da luz também possa ser derivada pela extensão da universalidade da queda livre à luz, o ângulo de deflexão resultante de tais cálculos é apenas metade do valor dado pela relatividade geral.
Intimamente relacionado à deflexão da luz está o atraso de tempo gravitacional (ou atraso de Shapiro), o fenômeno em que os sinais de luz demoram mais para se mover através de um campo gravitacional do que na ausência desse campo. Houve inúmeros testes bem-sucedidos dessa previsão. No formalismo pós-newtoniano parametrizado (PPN), as medidas tanto da deflexão da luz quanto do atraso gravitacional determinam um parâmetro chamado γ, que codifica a influência da gravidade na geometria do espaço.

### Ondas gravitacionais

Anel de partículas de teste deformadas pela passagem (linearizada, amplificada para melhor visibilidade) de uma onda gravitacional

Previstas por Einstein em 1916, as ondas gravitacionais são fenômenos que consistem em ondulações na métrica do espaço-tempo que se propagam na velocidade da luz. Estas são uma das várias analogias entre a gravidade do campo fraco e o eletromagnetismo, pois são análogas às ondas eletromagnéticas. Em 11 de fevereiro de 2016, a equipe do Observatório de Ondas Gravitacionais por Interferômetro Laser (LIGO) anunciou que havia detectado diretamente ondas gravitacionais de um par de buracos negros se fundindo.
O tipo mais simples de tal onda pode ser visualizada pela ação de um anel de partículas livremente flutuantes. Uma onda senoidal que se propaga através desse anel em direção ao leitor distorce o anel de uma maneira característica e rítmica (imagem animada à direita). Como as equações de Einstein são não-lineares, ondas gravitacionais arbitrariamente fortes não obedecem à superposição linear, dificultando sua descrição. No entanto, para campos fracos, uma aproximação linear pode ser feita. Essas ondas gravitacionais linearizadas são suficientemente precisas para descrever as ondas extremamente fracas que espera-se que cheguem à Terra a partir de eventos cósmicos distantes, que tipicamente resultam em distâncias relativas aumentando e diminuindo em {\displaystyle 10^{-21}} ou menos. Métodos de análise de dados usam rotineiramente o fato de que essas ondas linearizadas podem ser decompostas por Fourier.
Algumas soluções exatas descrevem ondas gravitacionais sem qualquer aproximação, por exemplo, um trem de ondas que viaja através do espaço vazio ou universos de Gowdy, variedades de um cosmos em expansão cheio de ondas gravitacionais. Mas para ondas gravitacionais produzidas em situações astrofisicamente relevantes, como a fusão de dois buracos negros, os métodos numéricos são atualmente a única maneira de construir modelos apropriados.

### Efeitos orbitais e a relatividade da direção

#### Precessão de apsides

Orbita newtoniana (vermelha) vs a orbita de Einstein (azul) de um planeta solitário orbitando uma estrela

Na relatividade geral, os apsides (o ponto de aproximação mais extremo de um corpo em órbita no centro de massa do sistema) de qualquer órbita sofrerão precessão; a órbita não é uma elipse, mas semelhante a uma que gira em seu foco, resultando numa forma semelhante a uma curva rosa (ver imagem). Einstein derivou primeiro este resultado usando uma métrica aproximada representando o limite newtoniano e tratando o corpo em órbita como uma partícula de teste. Para ele, o fato de sua teoria ter dado uma explicação direta da mudança anômala do periélio de Mercúrio, descoberta anteriormente por Urbain Le Verrier em 1859, era uma evidência importante de que havia finalmente identificado a forma correta das equações do campo gravitacional.
O efeito também pode ser derivado usando a métrica exata de Schwarzschild (descrevendo o espaço-tempo em torno de uma massa esférica) ou o muito mais geral formalismo pós-newtoniano. Isso ocorre devido à influência da gravidade na geometria do espaço e à contribuição da auto-energia para a gravidade do corpo (codificada na não-linearidade das equações de Einstein). A precessão relativista foi observada em todos os planetas que permitem medições precisas de precessão (Mercúrio, Vênus e Terra), bem como em sistemas de pulsares binários, onde é superior a cinco ordens de grandeza.
Na relatividade geral, o deslocamento do periélio σ, expresso em radianos por revolução, é dado aproximadamente por:
{\displaystyle \sigma ={\frac {24\pi ^{3}L^{2}}{T^{2}c^{2}(1-e^{2})}}\ ,}
onde
- {\displaystyle L} é o semieixo maior
- {\displaystyle T} é o período orbital
- {\displaystyle c} é a velocidade da luz
- {\displaystyle e} é a excentricidade orbital

#### Decaimento orbital

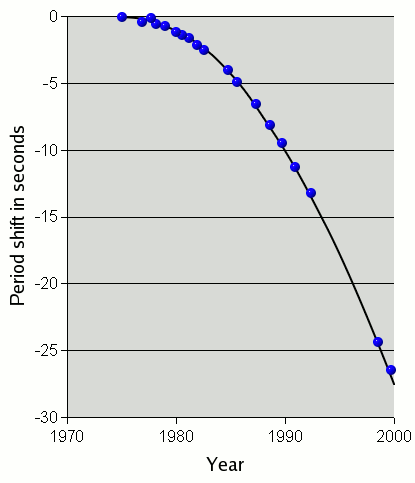
Decaimento orbital para PSR 1913+16: mudança de tempo em segundos, rastreado ao longo de três décadas

De acordo com a relatividade geral, um sistema binário emitirá ondas gravitacionais, perdendo energia. Devido a essa perda, a distância entre os dois corpos em órbita diminui, assim como o seu período orbital. Dentro do Sistema Solar ou de estrelas duplas comuns, o efeito é muito pequeno para ser observável. Este não é o caso de um pulsar binário próximo, um sistema de duas estrelas de nêutrons em órbita, uma das quais é um pulsar: a partir do pulsar, os observadores na Terra recebem uma série regular de pulsos de rádio que podem servir como um relógio altamente preciso, que permite medições precisas do período orbital.
A primeira observação de uma diminuição no período orbital devido à emissão de ondas gravitacionais foi feita por Hulse e Taylor, usando o pulsar binário PSR 1913+16 que haviam descoberto em 1974. Esta foi a primeira detecção de ondas gravitacionais, embora indiretas, pelas quais foram agraciados com o Prêmio Nobel de Física em 1993. Desde então, vários outros pulsares binários foram encontrados, em particular o pulsar duplo PSR J0737-3039, no qual ambas as estrelas são pulsares.

#### Precessão geodésica e arraste de referenciais
Vários efeitos relativísticos estão diretamente relacionados à relatividade da direção. Uma é a precessão geodésica: a direção do eixo de um giroscópio em queda livre no espaço-tempo curvo mudará quando comparada, por exemplo, com a direção da luz recebida de estrelas distantes – mesmo que tal giroscópio represente a maneira de manter uma direção o mais estável possível ("transporte paralelo"). Para o sistema Lua-Terra, esse efeito foi medido com a ajuda do laser lunar. Mais recentemente, foi medido para massas de teste a bordo do satélite Gravity Probe B com uma precisão melhor que 0,3%.
Perto de uma massa rotativa, existem efeitos gravitomagnéticos ou de arrastamento da estrutura. Um observador distante determinará que objetos próximos à massa serão "arrastados". Isso é mais extremo para buracos negros rotativos onde, para qualquer objeto que entre numa zona conhecida como ergosfera, a rotação é inevitável. Tais efeitos podem ser novamente testados através de sua influência na orientação dos giroscópios em queda livre. Testes um pouco controversos foram realizados usando os satélites LAGEOS, confirmando a previsão relativista. Também foi usada a sonda Mars Global Surveyor em torno de Marte.

## Aplicações astrofísicas

### Lente gravitacional

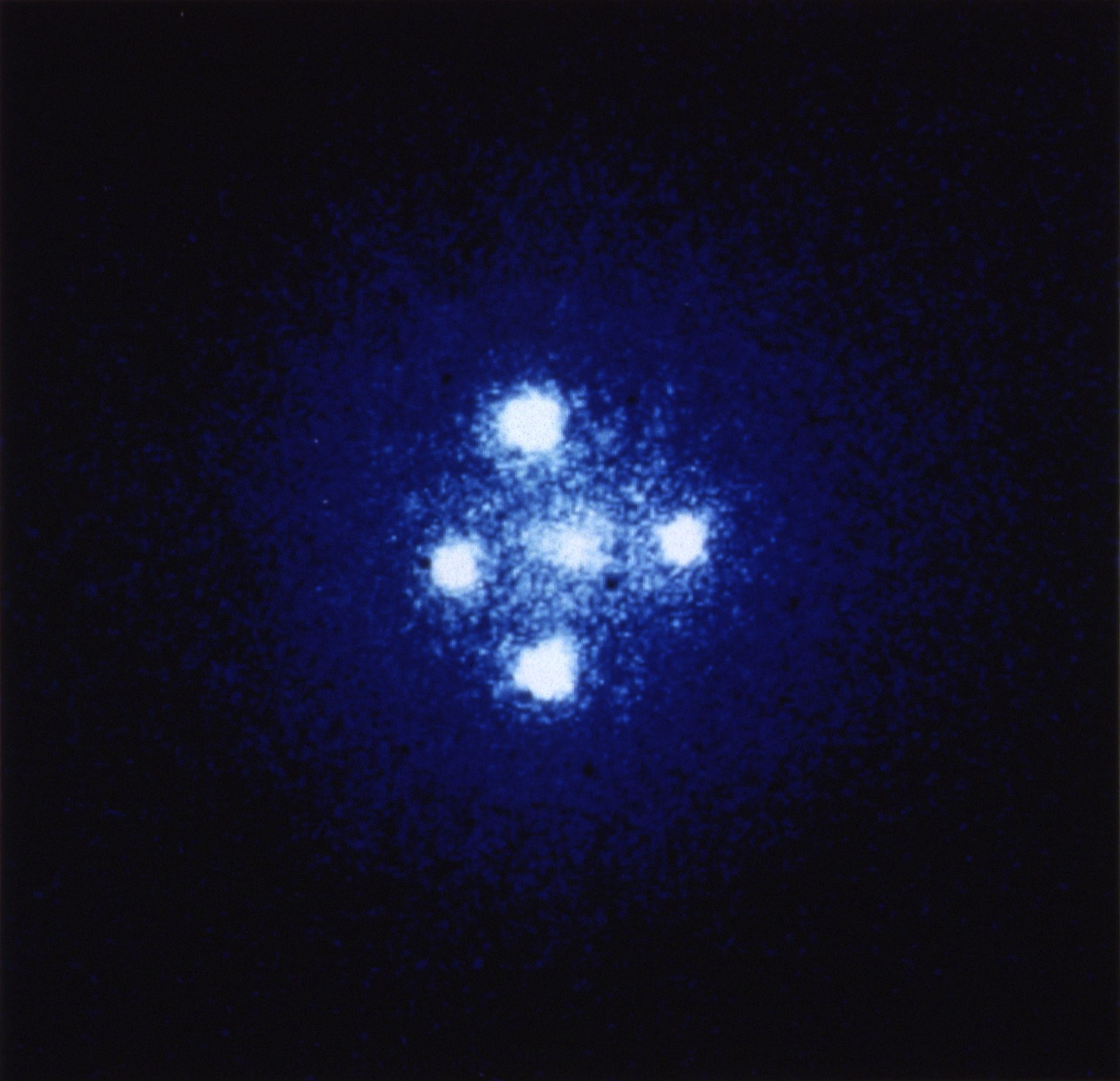
Cruz de Einstein: quatro imagens do mesmo objeto astronômico, produzido por uma lente gravitacional

A deflexão da luz pela gravidade é responsável por uma nova classe de fenômenos astronômicos. Se um objeto massivo estiver situado entre o astrônomo e um objeto alvo distante, com massa apropriada e distâncias relativas, o astrônomo verá múltiplas imagens distorcidas do alvo. Tais efeitos são conhecidos como lentes gravitacionais. Dependendo da configuração, escala e distribuição de massa, pode haver duas ou mais imagens, um anel brilhante conhecido como anel de Einstein ou anéis parciais chamados de arcos. O primeiro exemplo foi descoberto em 1979; desde então, mais de cem lentes gravitacionais foram observadas. Mesmo se as múltiplas imagens estiverem muito próximas umas das outras para serem resolvidas, o efeito ainda pode ser medido, por exemplo, como um brilho geral do objeto alvo; vários desses "eventos de microlente" foram observados.
As lentes gravitacionais transformaram-se numa ferramenta da astronomia observacional. São usadas para detectar a presença e distribuição de matéria escura, fornecer um "telescópio natural" para observar galáxias distantes e obter uma estimativa independente da constante de Hubble. Avaliações estatísticas de dados de lentes apresentam informações valiosas sobre a evolução estrutural das galáxias.

### Astronomia de onda gravitacional

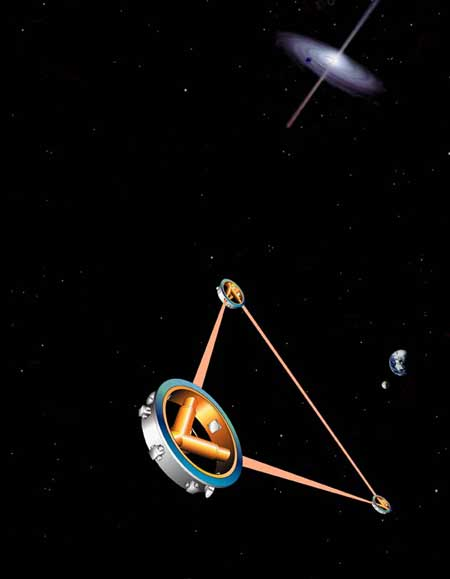
Impressão artística do detector de ondas gravitacionais LISA no espaço

Observações de pulsares binários fornecem fortes evidências indiretas para a existência de ondas gravitacionais. A detecção dessas ondas foi por anos um dos principais objetivos de recentes pesquisas relacionadas à relatividade. Vários detectores de ondas gravitacionais terrestres estão atualmente em operação, principalmente os detectores interferométricos GEO600, LIGO (dois detectores), TAMA 300 e VIRGO. Várias matrizes de temporização de pulsares estão usando pulsares de milissegundos para detectar ondas gravitacionais na faixa de frequência de 10−9 a 10−6 Hertz que originam-se de buracos negros supermassivos binários. Um detector baseado no espaço europeu, eLISA / NGO, está atualmente em desenvolvimento, com uma missão precursora (LISA Pathfinder) lançada em dezembro de 2015.
Observações de ondas gravitacionais prometem complementar observações no espectro eletromagnético. Espera-se que eles forneçam informações sobre buracos negros e outros objetos densos, como estrelas de nêutrons e anãs brancas, sobre certos tipos de implosões de supernovas, e sobre processos no universo primitivo, incluindo a assinatura de certos tipos de sequências cósmicas hipotéticas. Em fevereiro de 2016, a equipe Advanced LIGO anunciou que havia detectado ondas gravitacionais de uma fusão de buraco negro.

### Buracos negros e outros objetos compactos
Sempre que a relação entre a massa de um objeto e seu raio se torna suficientemente grande, a relatividade geral prediz a formação de um buraco negro, uma região do espaço da qual nada, nem mesmo a luz, pode escapar. Nos modelos atualmente aceitos de evolução estelar, estrelas de nêutrons com cerca de 1,4 massa solar e buracos negros estelares com algumas dezenas de massas solares são considerados o estado final para a evolução de estrelas massivas. Normalmente, uma galáxia tem um buraco negro supermassivo com alguns milhões até alguns bilhões de massas solares em seu centro, e acredita-se que sua presença tenha desempenhado um papel importante na formação da galáxia e de estruturas cósmicas maiores.

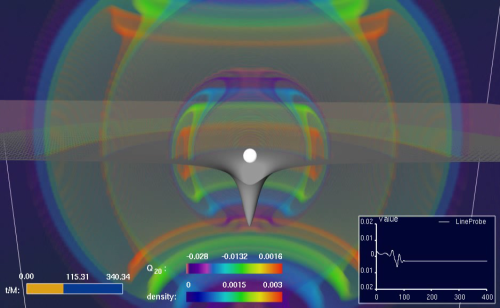
Simulação baseada nas equações da relatividade geral: uma estrela em colapso para formar um buraco negro ao emitir ondas gravitacionais

Astronomicamente, a propriedade mais importante dos objetos compactos é que eles fornecem um mecanismo extremamente eficiente para converter a energia gravitacional em radiação eletromagnética. Acredita-se que a acreção, a queda de poeira ou matéria gasosa em buracos negros estelares ou supermassivos, seja responsável por alguns objetos astronômicos espetacularmente luminosos, notavelmente diversos tipos de núcleos galácticos ativos em escalas galácticas e objetos de tamanho estelar, como microquasares. Em particular, a acreção pode levar a jatos relativísticos, feixes concentrados de partículas altamente energéticas que são lançadas no espaço a uma velocidade quase que à luz. A relatividade geral desempenha um papel central na modelagem de todos esses fenômenos, e as observações fornecem fortes evidências para a existência de buracos negros com as propriedades previstas pela teoria.
Buracos negros também são fenômenos procurados na busca por ondas gravitacionais (ver seção Ondas gravitacionais, acima). A fusão de buracos negros binários deve levar a alguns dos mais fortes sinais de ondas gravitacionais a atingir detectores na Terra, e a fase diretamente antes da fusão ("chilro") pode ser usada como uma "vela padrão" para deduzir a distância até os eventos de fusão – e, portanto, servem como uma sonda de expansão cósmica a grandes distâncias. As ondas gravitacionais produzidas como um buraco negro estelar em um supermassivo devem fornecer informações diretas sobre a geometria do buraco negro supermassivo.

### Cosmologia

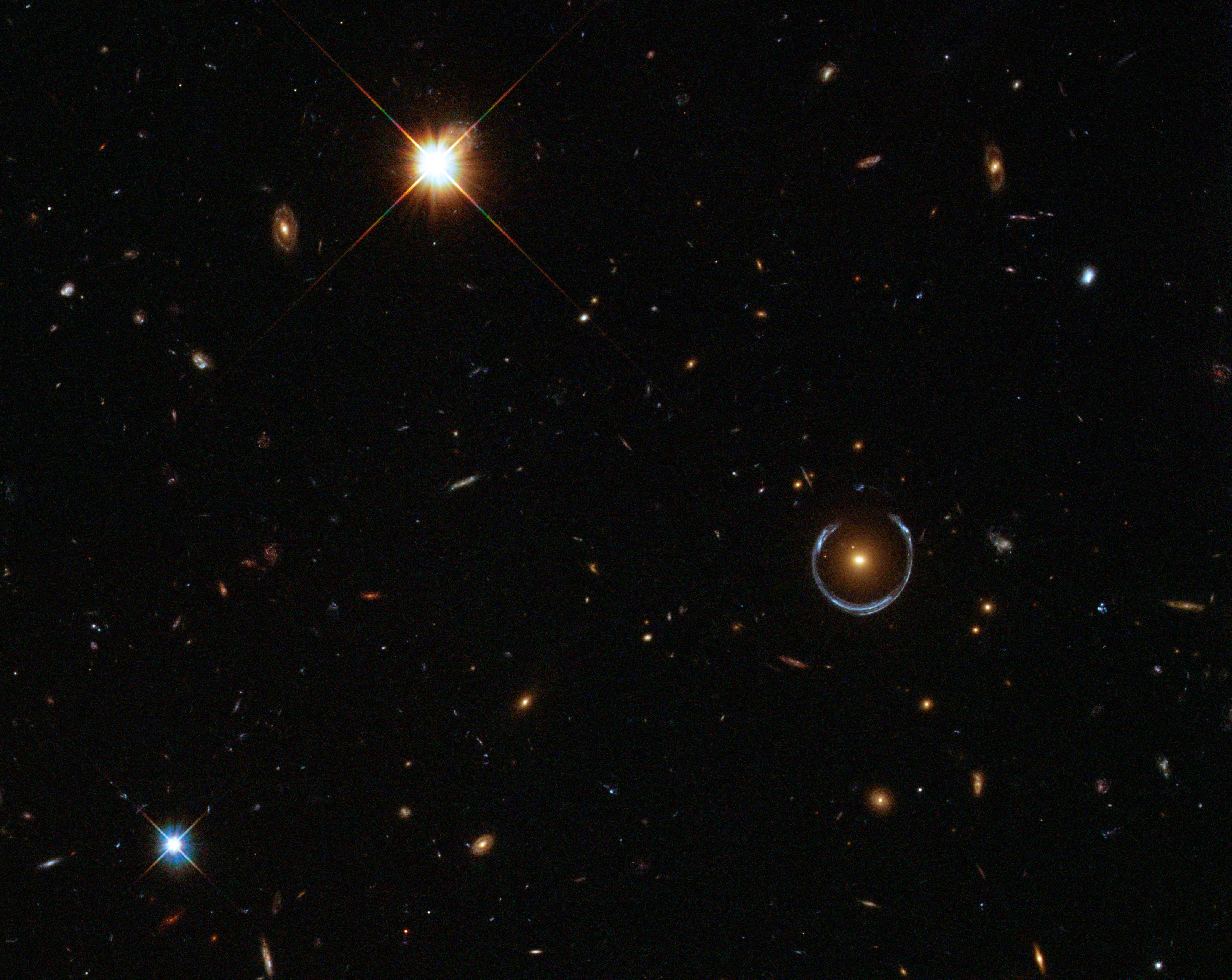
Essa pequena ferradura azul é uma galáxia distante que foi ampliada e deformada em um anel quase completo pela forte força gravitacional da enorme galáxia vermelha luminosa em primeiro plano

Os modelos atuais de cosmologia são baseados nas equações de campo de Einstein, que incluem a constante cosmológica {\displaystyle \Lambda }, visto que esta exerce importante influência na dinâmica de larga escala do cosmos:
{\displaystyle R_{\mu \nu }-{\textstyle 1 \over 2}R\,g_{\mu \nu }+\Lambda \ g_{\mu \nu }={\frac {8\pi G}{c^{4}}}\,T_{\mu \nu }}
onde {\displaystyle g_{\mu \nu }} é a métrica do espaço-tempo. As soluções isotrópicas e homogêneas dessas equações aprimoradas, as soluções de Friedmann-Lemaître-Robertson-Walker, permitem que os físicos modelem um universo que evoluiu nos últimos 14 bilhões de anos a partir de uma fase inicial quente do Big Bang. Uma vez que um pequeno número de parâmetros (por exemplo, a densidade de matéria média do universo) foi fixado por observação astronômica, outros dados observacionais podem ser usados para testar os modelos. As previsões, todas bem-sucedidas, incluem a abundância inicial de elementos químicos formados em um período de nucleossíntese primordial, a estrutura em larga escala do universo e a existência e propriedades de um "eco térmico" do início do cosmos, a radiação cósmica de fundo.
As observações astronômicas da taxa de expansão cosmológica permitem estimar a quantidade total de matéria no universo, embora a natureza dessa matéria em parte permaneça misteriosa. Cerca de 90% de toda a matéria parece ser matéria escura, que possui massa (ou, equivalentemente, influência gravitacional), mas não interage eletromagneticamente e, portanto, não pode ser observada diretamente. Não existe uma descrição geralmente aceita desse novo tipo de matéria, dentro da estrutura da física de partículas conhecida ou não. Evidências observacionais de pesquisas no desvio para o vermelho de supernovas distantes e medidas da radiação cósmica de fundo também mostram que a evolução do nosso universo é significativamente influenciada por uma constante cosmológica que resulta em uma aceleração da expansão cósmica ou, equivalente, por uma forma de energia com uma equação incomum de estado, conhecido como energia escura, cuja natureza permanece incerta.
Uma fase inflacionária, uma etapa adicional de expansão fortemente acelerada em tempos cósmicos de cerca de 10−33 segundos, foi levantada como hipótese em 1980 para explicar várias observações intrigantes que não eram explicadas pelos modelos cosmológicos clássicos, como a homogeneidade quase perfeita da radiação cósmica de fundo. Medições recentes da radiação cósmica de fundo resultaram na primeira evidência desse cenário. No entanto, existe uma variedade desconcertante de possíveis cenários inflacionários, que não podem ser restringidos pelas observações atuais. Uma questão ainda maior é a física do universo primitivo, anterior à fase inflacionária e próxima de onde os modelos clássicos preveem a singularidade do Big Bang. Uma resposta autoritária exigiria uma teoria completa da gravidade quântica, que ainda não foi desenvolvida.

### Viagem no tempo
Kurt Gödel mostrou que existem soluções para as equações de Einstein que contêm curvas fechadas de tempo, que permitem loops no tempo. As soluções exigem condições físicas extremas que dificilmente ocorrerão na prática, e permanece uma questão em aberto se outras leis da física as eliminarão completamente. Desde então, foram encontradas outras soluções da relatividade geral – igualmente impraticáveis – contendo curvas fechadas de tempo, como o cilindro de Tipler e buracos de minhoca atravessáveis.

## Conceitos avançados

### Estrutura causal e geometria global

Diagrama de Penrose–Carter de um universo infinito de Minkowski

Na relatividade geral, nenhum corpo material pode alcançar ou ultrapassar um pulso de luz. Nenhuma influência de um evento A pode chegar a qualquer outro local X antes que a luz seja enviada de A a X. Em consequência, uma exploração de todas as linhas mundiais leves (geodésica nula) produz informações importantes sobre a estrutura causal do espaço-tempo. Essa estrutura pode ser exibida usando diagramas de Penrose-Carter, em que regiões infinitamente grandes de espaço e intervalos de tempo infinitos são reduzidos ("compactados") para caber em um mapa finito, enquanto a luz ainda viaja ao longo das diagonais, como nos diagramas de espaço-tempo padrão.
Consciente da importância da estrutura causal, Roger Penrose e outros desenvolveram o que é conhecido como geometria global. Na geometria global, o objeto de estudo não é uma solução específica (ou família de soluções) para as equações de Einstein. Em vez disso, relações que são verdadeiras para todos os geodésicos, como a equação de Raychaudhuri, e suposições adicionais não específicas sobre a natureza da matéria (geralmente na forma de condições de energia) são usadas para derivar resultados gerais.

### Horizontes
Usando a geometria global, pode-se mostrar que algumas vezes o espaço-tempo contêm limites chamados horizontes, que delimitam uma região do restante do espaço-tempo. Os exemplos mais conhecidos são buracos negros: se a massa é comprimida em uma região suficientemente compacta do espaço (conforme especificado na conjectura do aro, a escala de comprimento relevante é o raio de Schwarzschild), nenhuma luz do interior pode escapar para o exterior. Como nenhum objeto pode ultrapassar um pulso de luz, toda a matéria interior também é aprisionada. A passagem do exterior para o interior ainda é possível, mostrando que a fronteira, o horizonte do buraco negro, não é uma barreira física.

A ergosfera de um buraco negro rotativo, que desempenha um papel fundamental quando se trata de extrair energia de um buraco negro

Os primeiros estudos sobre buracos negros baseavam-se em soluções explícitas das equações de Einstein, principalmente na solução esférica simétrica de Schwarzschild (usada para descrever um buraco negro estático) e na axissimétrica solução de Kerr (usada para descrever um buraco negro rotativo e estacionário e introduzir recursos interessantes, como a ergosfera). Usando a geometria global, estudos posteriores revelaram propriedades mais gerais dos buracos negros. Com o tempo, eles se tornam objetos bastante simples, caracterizados por onze parâmetros, especificando: carga elétrica, energia de massa, momento linear, momento angular e localização em um horário especificado. Isto é afirmado pelo teorema da singularidade do buraco negro: "buracos negros não têm cabelo", isto é, sem marcas distintivas como os penteados dos humanos. Independentemente da complexidade de um objeto gravitacional em colapso para formar um buraco negro, o objeto resultante (tendo emitido ondas gravitacionais) é muito simples.
Ainda mais notavelmente, existe um conjunto geral de leis conhecidas como mecânica dos buracos negros, que é análoga às leis da termodinâmica. Por exemplo, pela segunda lei da mecânica dos buracos negros, a área do horizonte de eventos de um buraco negro geral nunca diminuirá com o tempo, análoga à entropia de um sistema termodinâmico. Isso limita a energia que pode ser extraída por meios clássicos de um buraco negro em rotação (por exemplo, pelo processo Penrose). Há fortes evidências de que as leis da mecânica dos buracos negros são, de fato, um subconjunto das leis da termodinâmica e que a área do buraco negro é proporcional à sua entropia. Isso leva a uma modificação das leis originais da mecânica dos buracos negros: por exemplo, quando a segunda lei da mecânica dos buracos negros se torna parte da segunda lei da termodinâmica, é possível que a área dos buracos negros diminua – desde que outros processos garantam que, em geral, a entropia aumente. Como objetos termodinâmicos com temperatura diferente de zero, os buracos negros devem emitir radiação térmica. Cálculos semi-clássicos indicam que sim, com a gravidade da superfície desempenhando o papel da temperatura na lei de Planck. Essa radiação é conhecida como radiação Hawking.
Existem outros tipos de horizontes. Em um universo em expansão, um observador pode achar que algumas regiões do passado não podem ser observadas ("horizonte de partículas"), e algumas regiões do futuro não podem ser influenciadas (horizonte de eventos). Mesmo no espaço plano de Minkowski, quando descrito por um observador acelerado (espaço de Rindler), haverá horizontes associados a uma radiação semi-clássica conhecida como radiação de Unruh.

### Singularidades
Outra característica universal da relatividade geral é o aparecimento de limites do espaço-tempo conhecidos como singularidades. O espaço-tempo pode ser explorado acompanhando geodésicas semelhantes ao tempo e à luz – todas maneiras possíveis pelas quais a luz e as partículas em queda livre podem viajar. Mas algumas soluções das equações de Einstein têm "bordas irregulares" – regiões conhecidas como singularidade espaço-tempo, onde os caminhos da luz e das partículas que caem chegam a um fim abrupto, e a geometria fica mal definida. Nos casos mais interessantes, são as "singularidades da curvatura", onde as quantidades geométricas que caracterizam a curvatura do espaço-tempo, como a escalar de Ricci, assumem valores infinitos. Exemplos bem conhecidos de espaços-tempos com singularidades futuras – onde as linhas do mundo terminam – são a solução de Schwarzschild, que descreve uma singularidade dentro de um buraco negro estático eterno, ou a solução de Kerr com sua singularidade em forma de anel dentro de um buraco negro rotativo eterno. As soluções de Friedmann–Lemaître–Robertson–Walker e outros espaços-tempos que descrevem universos têm singularidades passadas nas quais as linhas do mundo começam, ou seja, singularidades do Big Bang, e algumas também possuem singularidades futuras (Big Crunch).
Dado que todos esses exemplos são altamente simétricos – e, portanto, simplificados –, é tentador concluir que a ocorrência de singularidades é um objeto de idealização. Os famosos teoremas da singularidade, provados usando os métodos da geometria global, dizem o contrário: as singularidades são uma característica genérica da relatividade geral e inevitáveis, visto que o colapso de um objeto com propriedades de matéria realistas transcende um certo estágio e também no início de uma ampla classe de universos em expansão. No entanto, os teoremas dizem pouco sobre as propriedades das singularidades, e grande parte da pesquisa atual é dedicada à caracterização da estrutura genérica dessas entidades (hipotetizada, por exemplo, pela conjectura BKL). A hipótese da censura cósmica afirma que todas as singularidades futuras realistas (sem simetrias perfeitas, matéria com propriedades realistas) são escondidas com segurança atrás de um horizonte e, portanto, invisíveis a todos os observadores distantes. Embora ainda não exista uma prova formal, as simulações numéricas oferecem evidências de sua validade.

### Equações de evolução
Cada solução da equação de Einstein abrange toda a história de um universo – não é apenas um instantâneo de como as coisas são, mas um espaço-tempo inteiro, possivelmente cheio de matéria. Descreve o estado da matéria e da geometria em todos os lugares e a todo momento naquele universo em particular. Devido à sua covariância geral, a teoria de Einstein não é suficiente por si só para determinar a evolução temporal do tensor métrico. Ele deve ser combinado com uma condição de coordenada, que é análoga à fixação de gauge em outras teorias de campo.
Para entender as equações de Einstein como equações diferenciais parciais, é útil formulá-las de uma maneira que descreva a evolução do universo ao longo do tempo. Isso é feito em formulações "3+1", onde o espaço-tempo é dividido em três dimensões espaciais e uma dimensão temporal. O exemplo mais conhecido é o formalismo ADM. Essas decomposições mostram que as equações de evolução do espaço-tempo da relatividade geral são bem-comportadas: as soluções sempre existem e são definidas de maneira única, uma vez que condições iniciais adequadas foram especificadas. Tais formulações das equações de campo de Einstein são a base da relatividade numérica.

### Quantidades globais e quase locais
A noção de equações da evolução está intimamente ligada a outro aspecto da física relativística geral. Na teoria de Einstein, é impossível encontrar uma definição geral para uma propriedade aparentemente simples, como a massa total (ou energia) de um sistema. A principal razão é que o campo gravitacional – como qualquer campo físico – deve receber uma determinada energia, mas que é fundamentalmente impossível essa energia ser localizada.
No entanto, existem possibilidades para definir a massa total de um sistema, usando um hipotético "observador infinitamente distante" (massa ADM) ou simetrias adequadas (massa de Komar). Se alguém excluir da massa total do sistema a energia que é transportada para o infinito por ondas gravitacionais, o resultado é a massa de Bondi no infinito nulo. Assim como na física clássica, pode-se demonstrar que essas massas são positivas. Existem definições globais correspondentes para momento e momento angular. Também houve várias tentativas para definir quantidades quase locais, como a massa de um sistema isolado formulado usando apenas quantidades definidas dentro de uma região finita de espaço que contém esse sistema. A esperança é obter uma quantidade útil para confirmações gerais sobre sistemas isolados, como uma formulação mais precisa da conjectura do aro.

## Relação com a teoria quântica
Se a relatividade geral fosse considerada um dos dois pilares da física moderna, a teoria quântica, a base da compreensão da matéria das partículas elementares à física do estado sólido, seria a outra. No entanto, como reconciliar a teoria quântica com a relatividade geral ainda é uma questão em aberto.

### Teoria quântica de campos no espaço-tempo curvo
As teorias quânticos de campos comuns, que formam a base da física moderna de partículas elementares, são definidas no espaço plano de Minkowski, que é uma excelente aproximação quando se trata de descrever o comportamento de partículas microscópicas em campos gravitacionais fracos, como os encontrados na Terra. Para descrever situações nas quais a gravidade é forte o suficiente para influenciar a matéria (quântica), mas não forte o suficiente para exigir a própria quantização, os físicos formularam teorias quânticas de campos no espaço-tempo curvo. Essas teorias baseiam-se na relatividade geral para descrever um espaço-tempo de fundo curvo e definem uma teoria generalizada de campos quânticos para descrever o comportamento da matéria quântica dentro desse espaço-tempo. Usando esse formalismo, pode ser demonstrado que os buracos negros emitem um espectro de corpos negros conhecido como radiação Hawking, levando à possibilidade de que eles evaporem com o tempo. Como mencionado brevemente acima, essa radiação desempenha um papel importante na termodinâmica dos buracos negros.

### Gravidade quântica
A demanda por consistência entre uma descrição quântica da matéria e uma descrição geométrica do espaço-tempo, bem como o aparecimento de singularidades (onde as escalas de comprimento das curvaturas tornam-se microscópicas), indicam a necessidade de uma teoria completa da gravidade quântica: para uma descrição adequada do interior dos buracos negros e do universo primitivo, é necessária uma teoria na qual a gravidade e a geometria associada do espaço-tempo sejam descritas na linguagem da física quântica. Apesar dos grandes esforços, nenhuma teoria completa e consistente da gravidade quântica é atualmente conhecida, embora existam várias candidatas promissores.

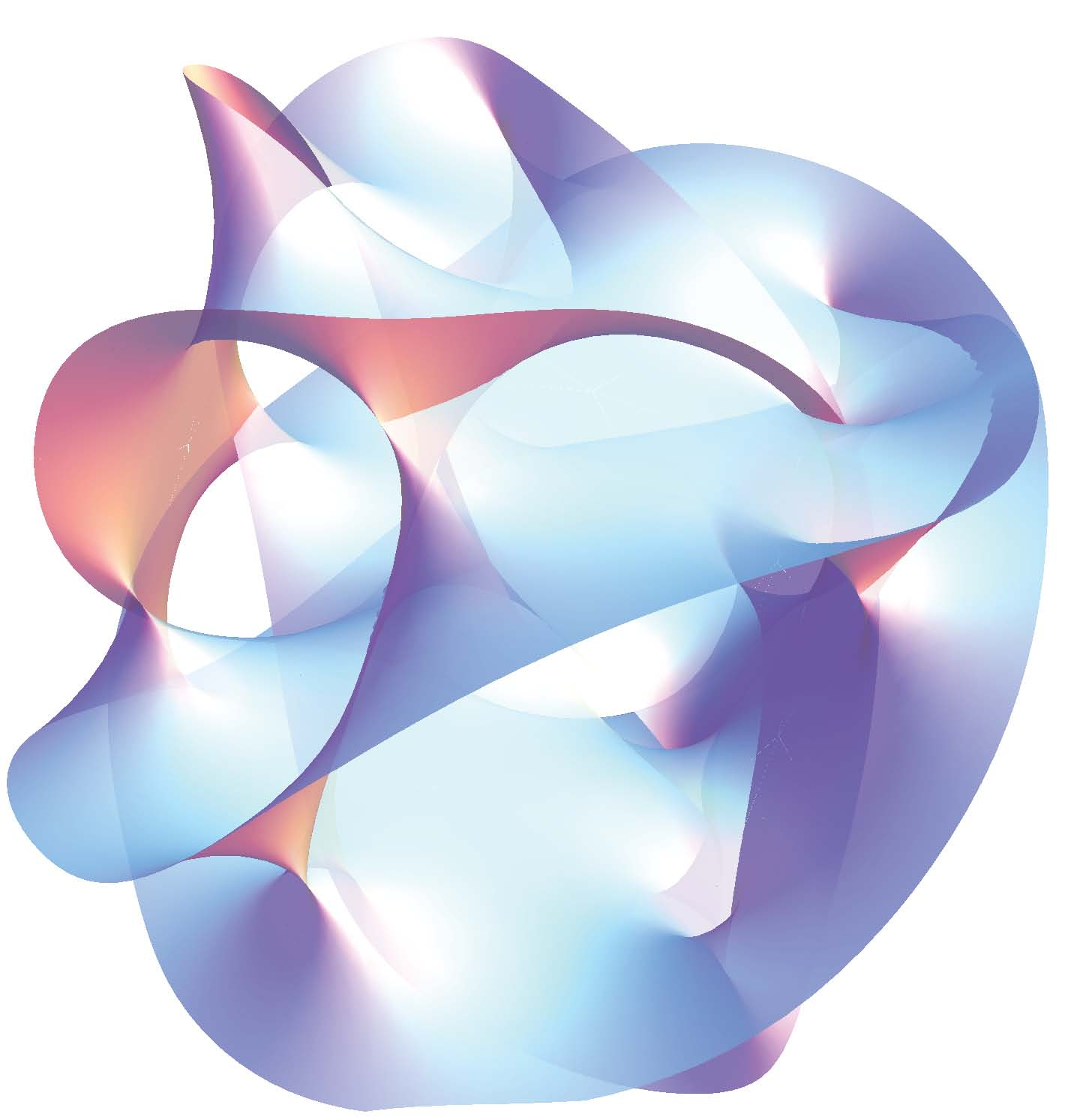
Projeção de uma variedade de Calabi-Yau, uma das maneiras de compactar as dimensões extras postas pela teoria das cordas

Tentativas de generalizar teorias comuns de campos quânticos, usadas na física de partículas elementares para descrever interações fundamentais, de modo a incluir a gravidade, levaram a sérios problemas. Alguns argumentaram que, com baixas energias, essa abordagem é bem-sucedida, na medida em que resulta em uma efetiva teoria da gravidade (quântica) aceitável. Em energias muito altas, no entanto, os resultados perturbadores são muito divergentes e levam a modelos desprovidos de poder preditivo ("não-renormalizabilidade perturbativa").

Rede de spin simples do tipo usado em gravidade quântica em loop

Uma tentativa de superar essas limitações é a teoria das cordas, uma teoria quântica não de partículas pontuais, mas de pequenos objetos estendidos unidimensionais. A teoria promete ser uma descrição unificada de todas as partículas e interações, incluindo a gravidade; o preço a pagar são características incomuns, como seis dimensões extras de espaço, além das três usuais. Na chamada segunda revolução das supercordas, conjeturou-se que tanto a teoria das cordas quanto a unificação da relatividade geral e da supersimetria conhecidas como supergravidade fazem parte de um modelo hipotético onze-dimensional conhecido como teoria-M, que constituiria uma teoria consistente e exclusivamente definida da gravidade quântica.
Outra abordagem começa com os procedimentos de quantização canônica da teoria quântica. Usando a formulação de valor inicial da relatividade geral (cf. equações de evolução acima), o resultado é a equação de Wheeler–DeWitt (um análogo da equação de Schrödinger) que, lamentavelmente, acaba sendo mal definida sem um corte (de rede) ultravioleta adequado. No entanto, com a introdução do que agora são conhecidas como variáveis de Ashtekar, isso leva a um modelo promissor conhecido como gravidade quântica em loop. O espaço é representado por uma estrutura semelhante à web chamada rede de spin, evoluindo ao longo do tempo em etapas discretas.
Dependendo de quais características da relatividade geral e da teoria quântica são aceitas inalteradas, e em que mudanças de nível são introduzidas, existem inúmeras outras tentativas para chegar a uma teoria viável da gravidade quântica, alguns exemplos são a teoria da gravidade em treliça baseada na Formulação Integral de Caminho de Feynman e no Cálculo de Regge, triangulações dinâmicas, conjuntos causais, modelos de torção ou modelos baseados na integral de caminho da cosmologia quântica.
Todas as teorias candidatas ainda têm grandes problemas formais e conceituais a serem superados. Também enfrentam o problema comum de que, até o momento, não há como colocar previsões de gravidade quântica em testes experimentais (e, assim, decidir entre as candidatas onde suas previsões variam), embora exista esperança de que isso mude à medida que dados futuros de observações cosmológicas e experimentos de física de partículas estiverem disponíveis.

## Situação atual

Observação de ondas gravitacionais da fusão binária do buraco negro GW150914

A relatividade geral tem emergido como um modelo altamente bem-sucedido de gravitação e cosmologia, que até agora tem subsistido a cada prova inequívoca de observação e experimentação. Mesmo assim, há fortes indícios de que a teoria seja incompleta. O problema da gravitação quântica e a questão da realidade da singularidade gravitacional permanecem abertos. Dados de observação que são tomados como prova de energia escura e matéria escura poderiam indicar a necessidade de uma nova física e, enquanto a chamada Anomalia das Pioneers ainda poderia admitir uma explicação convencional, ela também poderia ser um prenúncio de uma nova física. Mesmo considerando essas questões, a relatividade geral é rica em possibilidades de exploração adicional. Matemáticos relativistas procuram entender a natureza das singularidades e das propriedades fundamentais das equações de Einstein, e simulações de computador cada vez mais poderosas (como aquelas que descrevem fusão de buracos negros) são executadas. Um século após a sua publicação, a relatividade geral continua a ser uma área muito ativa de investigação.
Diversos experimentos têm confirmado as previsões teóricas da relatividade geral (ver seção Aplicações astrofísicas, acima). Em dezembro de 2018 foi anunciado mais um resultado: dois grupos que trabalharam de forma independente mediram o efeito do campo gravitacional em relógios atômicos. Os pesquisadores mediram ao longo de três anos a frequência de masers de hidrogênio a bordo de dois satélites do projeto Galileo lançados em 2014 que descrevem órbitas elípticas em torno da Terra. Ao determinarem como a frequência varia em função da altitude, foram capazes de obter um resultado que é 5,6 vezes melhor do que as medidas até então disponíveis.